# Urapteritra antsianakaria
Urapteritra antsianakaria is een vlinder uit de familie uraniavlinders (Uraniidae). De wetenschappelijke naam van deze soort is voor het eerst geldig gepubliceerd in 1923 door Oberthür.
De soort komt voor in tropisch Afrika.